# 하니 아부아사드
하니 아부아사드(هاني أبو أسعد, 영어: Hany Abu-Assad, 1961년 10월 11일 ~ )는 이스라엘, 네덜란드의 영화 감독이다.

## 작품
- 노래로 쏘아올린 기적
- 오마르 (영화)
- 우리 사이의 거대한 산

## 수상
- 2003년 제3회 광주국제영화제 인권상
- 2005년 제18회 유럽영화상 유러피안 각본상
- 2005년 제55회 베를린국제영화제 UIP베를린상
- 2006년 제63회 골든 글로브 시상식 외국어 영화상
- 2006년 미국 독립영화 시상식 외국 영화상
- 2013년 제66회 칸영화제 주목할만한 시선 심사위원상